# 조민수 (배우)
조민수(1965년 1월 29일~)는 대한민국의 배우이다.

## 학력
- 배화여자중학교 (졸업)
- 경복여자상업고등학교 (졸업)

## 연기 활동

### 드라마
- 1986년 KBS 단막극 《TV문학관 - 불》 드라마 데뷔작
- 1986년 KBS 단막극 《TV문학관 - 광화사》 ... 눈먼 소녀 역
- 1986년 KBS1 전원드라마《해돋는 언덕》
- 1986년 KBS2 화요연속극 《이화에 월백하고》
- 1986년 KBS1 대하드라마 《노다지》
- 1987년 KBS 단막극 《TV문학관 - 녹색의 계단》
- 1987년 KBS1 대하드라마 《욕망의 문》 ... 현대그룹 정주영의 부인, 탄실 역
- 1987년 KBS 추석특집극 《시냇물 흘러흘러 어디로 가나》
- 1988년 KBS1 전원드라마 《해돋는 언덕》
- 1988년 KBS 미니시리즈 《풍객》 ... 박다솜 역
- 1989년 KBS 미니시리즈 《왕룽일가》 ... 서울댁 역
- 1989년 KBS 미니시리즈 《지리산》 ... 빨치산 순이 역
- 1989년 KBS 일일연속극 《회전목마》
- 1989년 KBS 주말연속극 《달빛가족》 ... 영숙 역
- 1990년 KBS 대하드라마 《파천무》 ... 연실 역
- 1990년 KBS 전원드라마 《대추나무 사랑걸렸네 1기》 ... 황씨떡집 둘째며느리 최묘순 역
- 1991년 MBC 단막극 《MBC 베스트극장 - 한 여름밤의 꿈》〈ep.2 무인도 블루스〉 ... 백혜영 역
- 1992년 KBS 단막극 《TV문예극장 - 인형만들기》 ... 민영주 역
- 1992년 KBS 미니시리즈 《백번 선본 여자》 ... 재희 역
- 1992년 KBS 주말연속극 《숲속의 바람》 ... 유미선 역
- 1993년 MBC 미니시리즈 《산바람》 ... 윤화 역
- 1993년 KBS 주말연속극 《연인》 ... 혜인 역
- 1993년 SBS 월화드라마 《결혼》 ... 나서영 역
- 1995년 SBS 특별기획 《모래시계》 ... 선영 역
- 1995년 SBS 드라마 스페셜 《아스팔트 사나이》 ... 배종옥 역
- 1996년 KBS 일일연속극 《사랑할때까지》
- 1996년 MBC 단막극 《MBC 베스트극장 - 여운포 세레나데》 ... 정후 역
- 1997년 MBC 단막극 《MBC 베스트극장 - 체인징 파트너》 ... 애리 역
- 1997년 SBS 일일드라마 《미아리 일번지》 ... 미스 고 역
- 1997년 MBC 아침드라마 《사랑과 이별》 ... 강민주 역
- 1998년 KBS2 아침드라마 《바람처럼 파도처럼》
- 1998년 KBS 전원드라마 《대추나무 사랑걸렸네 2기》... 최묘순 역
- 1999년 SBS 아침연속극 《지금은 사랑할 때》
- 1999년 SBS 드라마 스페셜 《파도위의 집》 ... 소란 역
- 1999년 SBS 드라마 스페셜 《해피투게더》 ... 서찬주 역
- 2000년 SBS 주말극장 《왕룽의 대지》...
- 2000년 SBS 창사특집극 《은사시나무》
- 2000년 SBS 드라마 스페셜 《불꽃》 ... 허민경 역
- 2001년 SBS 드라마 스페셜 《피아노》 ... 신혜림 역
- 2002년 MBC 아침드라마 《내 이름은 공주》 ... 최화영 역
- 2002년 SBS 특별기획 《대망》 ... 단애 역
- 2002년 SBS 아침연속극 《얼음꽃》 ... 신영주 역
- 2004년 SBS 아침연속극 《청혼》 ... 한경희 역
- 2009년 SBS 드라마 스페셜 《크리스마스에 눈이 올까요?》 ... 차춘희 역
- 2011년~2012년 SBS 일일드라마 《내 딸 꽃님이》 ... 장순애 역
- 2013년 SBS 주말특별기획 《결혼의 여신》 ... 송지선 역
- 2020년 tvN 월화드라마 《방법》 ... 진경 역
- 2025년 ENA 월화드라마 《라이딩 인생》 ... 윤지아 역

### 영화
- 1986년 《청 블루스케치》 ... 유미 역
- 1986년 《신의 아들》 ... 전보배 역
- 1990년 《난 깜짝 놀랄 짓을 할거야》 ... 장미 역
- 1995년 《맨?》 ... 미아 역
- 2005년 《소년, 천국에 가다》 ... 네모 모 역(특별출연)
- 2011년 《써니》 ... 과거사진 역(특별출연)
- 2012년 《피에타》 ... 장미선 역
- 2014년 《관능의 법칙》 ... 이해영 역
- 2018년 《마녀》 ... 닥터 백 역
- 2020년 《초미의 관심사》 ... 초미 역
- 2022년 《마녀 Part2. The Other One》 ... 닥터 백 역
- 2023년 《30일》 ... 도보배 역

## 그외 출연

### 뮤직비디오
- 1998년 조성모 - To Heaven
- 2002년 코요태 - Y
- 2015년 디아크 - 빛

## CF
- 영남우유
- 1983년 동화약품 헬민 (Feat. 한인수)
- 1983년 삼양 1분 컵라면
- 1984년 삼일제약 액티피드 (Feat. 김희애)
- 1985년 한일합섬 캐쥬얼 웨어 제노바
- 1986년 신도리코 기능
- 1986년 아모레퍼시픽 유미포레나
- 1992년 해태음료 매실맛 사이다
- LG생활건강 드봉 화장품 (미네르바, 유니좀)

## 수상
- 1989년 KBS 연기대상 우수연기상 《지리산》
- 1990년 제26회 백상예술대상 TV부문 인기상
- 1992년 KBS 연기대상 최우수연기상 《숲속의 바람》
- 2012년 제32회 한국영화평론가협회상 여우주연상 《피에타》
- 2012년 제49회 대종상 여우주연상 《피에타》
- 2012년 옥관문화훈장(4등급)
- 2012년 제6회 아시아 태평양 스크린 어워드 심사위원 대상 《피에타》
- 2012년 한국영화배우협회 송년의 밤 공로상 《피에타》
- 2012년 씨네21 영화상 올해의 여자배우 《피에타》
- 2013년 제33회 판타스포르토 국제영화제 감독 주간 여우주연상 《피에타》
- 2013년 제7회 아시아 필름 어워드 인기상 《피에타》
- 2013년 제4회 한국영화기자협회 올해의 영화상 여우주연상 《피에타》
- 2013년 제13회 대한민국 국회대상 올해의 배우상 《피에타》